# غرانت ويب
غرانت ويب (بالإنجليزية: Grant Webb)‏ هو لاعب اتحاد الرغبي نيوزيلندي، ولد في 26 أبريل 1979 في بالميرستون نورث في نيوزيلندا.